# Jezioro Modrze
Modrze – jezioro w Polsce, w województwie wielkopolskim, w powiecie gnieźnieńskim, w gminie Gniezno, na obszarze Równiny Wrzesińskiej. 

## Charakterystyka
Akwen jest położony na południowy wschód od jeziora Wierzbiczańskiego. Brzegi: północny, wschodni i zachodni są zalesione, brzegi: północno-zachodni i południowy są terenami podmokłymi. Z jeziora wypływa niewielki strumień. Na południe od akwenu znajduje się letnisko Młynek. Obecnie jeziorem opiekuje się Koło nr 8 Gniezno Miasto Polskiego Związku Wędkarskiego.

## Dane morfometryczne
Powierzchnia zwierciadła wody wynosi 11 hektarów. Zwierciadło wody położone jest na wysokości 97,7 metrów. Maksymalna głębokość to 7 metrów.